# Avenida Brigadeiro Luís Antônio
A Avenida Brigadeiro Luís Antônio é uma importante avenida da cidade de São Paulo, que liga o centro à região da Paulista e à zona centro-sul da cidade. Entre os principais endereços da avenida estão o Teatro Abril com antigo Teatro Bandeirantes, o Hospital Pérola Byington com a Cruzada Pró-Infância, a Associação Paulista de Medicina, o Hospital Brigadeiro e Hotel Unique e o Hotel Danúbio. A poucos metros do cruzamento desta avenida com a Avenida Paulista e com a Rua Manoel da Nóbrega, é localizada a Estação Brigadeiro da Linha 2-Verde do Metrô.
Junto com a Avenida Santo Amaro, forma o que era a antiga Estrada de Santo Amaro, que ligava São Paulo a Santo Amaro, que até 1934 era um município autônomo.
Seu nome é uma homenagem a um dos maiores proprietários rurais da história do estado de São Paulo, o brigadeiro Luís António de Sousa Queirós.